# Abadía en el robledal
Abadía en el robledal (en alemán, Abtei im Eichwald) es un conocido cuadro del pintor romántico alemán Caspar David Friedrich. Data del año 1809. Se trata de un óleo sobre tela que mide 110,4 centímetros de alto por 171 centímetros de ancho. Actualmente se conserva en la Antigua Galería Nacional de Berlín, Staatliche Museen de Berlín (Alemania).
Se trata de uno de los primeros cuadros de su autor, de la misma época que su primera gran pintura al óleo, El crucifijo sobre la montaña, llamado El retablo de Tetschen (1807-1808) y Monje a la orilla del mar (h. 1809), obras que se convierten en seguida en objeto de escándalo y crítica. Junto con este último, se expuso en la Academia de Berlín en 1810, y fue adquirido por el rey de Prusia. No se sabe si la Abadía en un bosque y el Monje a la orilla del mar son cuadros pintados como pareja, no siendo inusual que Friedrich pintase dos o cuatro cuadros relacionados entre sí.
Se trata de una vista imaginaria en la que se expresa una originalidad temática y práctica, más trascendental que realista.
En este cuadro se ven encinas rodeando las ruinas de una abadía gótica. Friedrich se inspiró en la ruina de la iglesia de Eldena (Pomerania), acentuando su significado religioso mediante el añadido del crucifijo del portal y la ventana por encima de éste. Delante hay una sepultura y una comitiva de pequeñas figuras negras que se dirigen al portal de la ruina.
Theodor Körner, contemporáneo del pintor, describió este cuadro en un verso:
«La fuente de la gracia se ha derramado en la muerte,
Y alcanzan la beatitud
Los que por la tumba pasan a la luz eterna».
Es posible que la obra simbolizase dos mundos: por un lado, el de la era precristiana, personificado en los árboles, sería la época de la religión natural, y por otro lado, el de la era cristiana, con el edificio en ruinas. Por otro lado, los monjes pasando junto a la tumba pero dirigiéndose, a través de las ruinas, hacia una zona más luminosa, puede simbolizar el tránsito hacia la vida eterna, como parece indicar el poema de Körner.
La parte inferior del cuadro está dominado por un tono sombrío, mientras que más de la mitad superior está dedicado a un cielo iluminado en el que se puede apreciar el contorno de la Luna.